# Nazionale femminile di pallamano della Norvegia
La nazionale norvegese di pallamano rappresenta la Norvegia nelle competizioni internazionali e la sua attività è gestita dalla Federazione di pallamano della Norvegia (NHF). Nella sua storia ha vinto per due volte l'oro olimpico (nel 2008 e nel 2012), per quattro volte il campionato mondiale (nel 1999, nel 2011, nel 2015 e nel 2021) e per nove volte il campionato europeo (nel 1998, nel 2004, nel 2006, nel 2008, nel 2010, nel 2014, nel 2016, nel 2020 e nel 2022).
Nel 2011 la nazionale norvegese divenne la seconda squadra nazionale a detenere contemporaneamente l'oro olimpico, il titolo mondiale e il titolo continentale europeo, eguagliando il record già raggiunto nel 1997 dalla nazionale danese.

## Palmarès

### Olimpiadi
- (2008, 2012, 2024)
- (1988, 1992)
- (2000, 2016, 2020)

### Mondiali
- (1999, 2011, 2015, 2021)
- (1997, 2001, 2007, 2017, 2023)
- (1986, 1993, 2009)

### Europei
- (1998, 2004, 2006, 2008, 2010, 2014, 2016, 2020, 2022)
- (1996, 2002, 2012)
- (1994)

## Tutte le rose

### Giochi olimpici
Pallamano ai Giochi Olimpici Estivi 20121 Grimsbø, 5 Alstad, 6 Løke, 7 Nøstvold, 8 Breivang, 9 Lunde-Borgersen, 11 Johansen, 13 Frafjord, 15 Sulland, 16 Lunde Haraldsen, 17 Riegelhuth Koren, 21 Snorroeggen, 22 Kurtović, 23 Herrem, CT: Hergeirsson
Pallamano ai Giochi Olimpici Estivi 20161 Grimsbø, 2 Molid, 3 Hegh Arntzen, 4 Kristiansen, 5 Alstad, 6 Løke, 9 Mørk, 10 Oftedal, 14 Frafjord, 16 Lunde Haraldsen, 18 Riegelhuth Koren, 22 Kurtović, 23 Herrem, 24 Solberg, CT: Hergeirsson
Pallamano ai Giochi Olimpici Estivi 20202 Reistad, 4 Kristiansen, 5 Frafjord, 7 Skogrand, 9 Mørk, 10 Oftedal, 12 Solberg, 13 Brattset Dale, 16 Lunde, 20 Røsberg Jacobsen, 23 Herrem, 24 Solberg-Isaksen, 25 Breistøl, 26 Tomac, 34 Johansen, CT: Hergeirsson